# Funtor Tor
En álgebra homológica, los funtores Tor son los funtores derivados del funtor producto tensor.
Específicamente, supongamos que R es un anillo, y denotemos como R-Mod la categoría de los R-módulos izquierdos y por Mod-R la categoría de los R-módulos derechos (si R es conmutativo, las dos categorías coinciden). Ahora fijamos un módulo B en R-Mod. Para A en Mod-R, sea T(A) = A ⊗ B. Entonces T es un functor exacto derecho de Mod-R a la categoría de los grupos abelianos Ab (en el caso en el que R sea conmutativo, será un functor exactor derecho de Mod-R a Mod-R) y sus funtores izquierdos derivados, LnT estarán definidos. Sea:
{\displaystyle \mathrm {Tor} _{n}^{R}(A,B)=(L_{n}T)(A)}
es decir, tomamos una resolución proyectiva de A
{\displaystyle \cdots \to P_{2}\to P_{1}\to P_{0}\to A\to 0}
y entonces eliminamos el término A y tensamos la resolución proyectiva con B, obteniendo el complejo:
{\displaystyle \cdots \to P_{2}\otimes _{R}B\to P_{1}\otimes _{R}B\to P_{0}\otimes _{R}B\to 0}
(nótese que A⊗B no aparece y la última flecha es precisamente el morfismo cero) y tomamos la homología de este complejo para definir el funtor Tor.